# Víctor Manuel Fernández
Víctor Manuel Fernández,  né le 18 juillet 1962 à Alcira Gigena, dans la province de Córdoba, est un cardinal et théologien catholique argentin.
Recteur de l'Université catholique argentine de décembre 2009 à avril 2018, archevêque titulaire de Tiburnia (de) en 2013 puis archevêque de La Plata en 2018, il est nommé à la tête du dicastère pour la Doctrine de la foi en juillet 2023 par le pape François dont il est un très proche collaborateur. Il est créé cardinal lors du consistoire du 30 septembre 2023 et reçoit le titre de cardinal-diacre des Santi Urbano e Lorenzo a Prima Porta.

## Biographie

### Jeunesse et formation
Víctor Manuel Fernández est né dans une famille de commerçants le 18 juillet 1962 à Alcira Gigena, une petite ville de 5 000 habitants située à une quarantaine de kilomètres de Río Cuarto dans la province de Córdoba. Son père Emilio, décédé en 1978, est un fervent partisan du leader radical Raúl Alfonsín. La même année Víctor Manuel Fernández entre au séminaire archidiocésain de Córdoba.
Il s'installe à Buenos Aires pour compléter ses études à la Faculté de Théologie de l'Université catholique argentine (UCA) et est ordonné prêtre en 1986. À l'instigation de l'évêque de Río Cuarto Adolfo Aranase, il part pour Rome afin de se spécialiser en études bibliques à l'Université pontificale grégorienne. Tant à Rome qu'à Cordoue ou Buenos Aires, il consacre ses week-ends à travailler dans des paroisses populaires de la périphérie et rencontre le prêtre jésuite Pablo Tissera qui devient son directeur spirituel.

### Prêtre
Fernández travaille comme éducateur au séminaire de Río Cuarto jusqu'en 1993 puis à nouveau à partir de 2000, après avoir reçu entre temps la charge de la paroisse de Santa Teresita. Il enseigne dans le même temps deux jours par semaine au séminaire métropolitain du quartier de Villa Devoto à Buenos Aires et est sollicité par l'épiscopat argentin pour présenter les défis pastoraux que soulève la culture actuelle dans la formation des prêtres et des agents pastoraux. Il fonde et dirige au milieu des années 1990 un centre de formation pour les laïcs et les enseignants, l'institut Jesús Buen Pastor.
Remarqué par le cardinal Jorge Bergoglio pour ses qualités d'écriture, Víctor Manuel Fernández est invité en tant qu'expert à la cinquième Conférence générale des évêques latino-américains, qui se tient en 2007 au sanctuaire marial d'Aparecida. Il y aurait été remarqué pour sa capacité à combiner dans un même texte des positions théologiques considérées comme étant « complètement opposées ». Fernandez est considéré [Par qui ?] [non neutre] comme le « modèle du théologien pastoral » et s'inscrit[style à revoir] dans le courant de la « théologie du peuple » à la suite de Lucio Gera, Carlos Galli et Juan Carlos Scannone (es).

### Recteur de l'Université catholique argentine
À partir de la rencontre d'Aparecida de 2007, Fernández et le cardinal Bergoglio entretiennent une étroite collaboration. Ainsi, Fernández devient doyen de la faculté de théologie de l'Université catholique argentine de 2008 à 2009, mais sa nomination par le cardinal Bergoglio comme recteur de l'université se heurte à une forte opposition de la part de la Curie romaine, qui considère notamment ses écrits comme trop légers et susceptibles de présenter des incompatibilités avec le magistère de l'Église,. Fernández ne prend sa charge qu'en 2011, après avoir répondu aux préoccupations de la Congrégation pour la Doctrine de la foi concernant l'orthodoxie de certains éléments de son enseignement, et après que le cardinal Bergolio a dû se rendre lui-même à Rome pour débloquer la situation,,.
Lorsque François devient pape en 2013, il nomme immédiatement Fernández archevêque titulaire de Tiburnia (de). Selon Catholic News Agency, Fernández a été « moins que gracieux » dans quelques articles en présentant cette nomination comme une victoire et en dénigrant dans des publications ses détracteurs en des termes peu aimables. La croix pectorale de Fernández est la copie conforme de celle du pape François, signe d'un lien très étroit,.
La même année, François lui confie la rédaction de sa première exhortation apostolique, Evangelii gaudium. Au milieu de renvois à des textes du magistère, Fernández prend sur lui d'y insérer une référence à l'un de ses propres discours,.
En 2014, le pape le nomme vice-président d'une commission du Synode extraordinaire des évêques sur la famille, et le désigne en 2018 comme membre de la liste pontificale de la XIVe assemblée générale ordinaire du synode des évêques.
Considéré comme la plume de François, et comme le « meilleur interprète de la pensée » du pape selon le jésuite Pierre de Charentenay, il est le principal rédacteur de la version finale de l'encyclique Laudato si', et de l'exhortation apostolique Amoris lætitia qui a déclenché de forts débats dans l'Eglise en particulier au sujet de la situation des divorcés-remariés,,. Le journal américain Crux (en) et le journaliste italien Sandro Magister font remarquer que plusieurs paragraphes-clés (sur les divorcés-remariés) d'Amoris laetitia sont presque directement tirés de textes de Fernández,.
En 2017, Víctor Manuel Fernández  préside la Commission épiscopale pour la foi et la culture au sein de la Conférence épiscopale argentine.

### Archevêque de La Plata
Bien qu'il soit considéré comme une figure controversée de l'épiscopat argentin à cause de ses publications passées, le pape François le nomme en juin 2018 à la tête du second plus important siège épiscopal du pays : l'archidiocèse de La Plata. Il y remplace Héctor Rubén Aguer (en), archevêque dans la ligne de Jean-Paul II et Benoît XVI, dont le séminaire et l'université étaient considérés comme étant les plus fidèles d'Argentine à la doctrine catholique.
Sa mauvaise gestion de cas d'abus sexuels est critiquée dans la presse,,.

### Préfet du dicastère pour la Doctrine de la foi
Le 1er juillet 2023, bien qu'il n'ait jamais été cité dans la presse parmi les favoris à la fonction, Víctor Manuel Fernández est nommé par le pape François à la tête du dicastère pour la Doctrine de la foi. Considéré comme étant sur la même ligne que le pape, tant sur le plan pastoral que théologique (Fernández s'estimant lui-même « sur de nombreux aspects » « plus progressiste que le pape »), c'est le premier compatriote que François nomme à un poste d'importance à la Curie. Le choix par François d'une personnalité décrite comme un « profil de rupture », est interprété par le vaticaniste Gerard O'Connell comme « l'indication la plus claire à ce jour de la détermination du pape à poursuivre sur la voie du renouveau théologique et pastoral de l'Église catholique dans la mise en œuvre des enseignements du concile Vatican II ». Fernández aurait refusé cette nomination une première fois.
Dans la lettre « très inhabituelle » (les nominations n'étant presque jamais accompagnées d'une lettre du pape) du pape François qui accompagne l'annonce de cette nomination, le souverain pontife indique un nouveau cap pour le dicastère : diminuer les condamnations doctrinales et, « nouveauté radicale » selon La Croix, promouvoir la recherche théologique pour développer « une pensée capable de présenter de manière convaincante un Dieu qui aime, qui pardonne et qui sauve ».
Selon le rédacteur en chef du quotidien milanais Il Foglio, Victor Manuel Fernández a donné en une semaine (à la suite de sa nomination en tant que préfet du dicastère pour la doctrine de la Foi) plus d'interviews que Benoît XVI pendant les 24 années passées au même poste. Ses multiples interviews auraient pour but de se défendre contre les diverses attaques concernant ses positions sur l'homosexualité, ses compétences théologiques, et la justification de ses critiques contre « les anciennes méthodes » du Dicastère pour la doctrine de la Foi. Selon le quotidien La Croix, Victor Manuel Fernández ne cesse de s'attirer des critiques depuis sa nomination à la tête du dicastère.
Il est reconduit comme préfet à titre temporaire de même que les autres responsables de dicastères à l'issue du conclave le 9 mai 2025 par le pape Léon XIV.

## Prises de position

### Désaccords avec Gerhard Müller
En 2015 et 2016, les visions divergentes du cardinal Gerhard Müller, préfet de la congrégation pour la Doctrine de la Foi, et de Víctor Manuel Fernandez s'affrontent sur la question de l'autorité en matière doctrinale. Le premier affirme que « [le] préfet de la Congrégation pour la doctrine de la foi [a] la responsabilité de l’unité dans la foi » et qu'il a « une mission de structuration théologique d’un pontificat ». Dans une interview au Corriere della Sera du 10 mai 2015, Fernandez met quant à lui en avant le principe de la collégialité du Pape avec les évêques qui bénéficie d'une assistance spéciale du Saint-Esprit. Sa déclaration dans la même interview sur le fait que n'importe quel diocèse pourrait devenir le siège du Pape est qualifiée d'« hérétique » par le cardinal Müller, car jugée en contradiction avec le second canon de Pastor æternus de Vatican I,,,.
En 2023, les visions des cardinaux Fernandez et Müller s'affrontent de nouveau. Le premier, désormais préfet du dicastère pour la Doctrine de la Foi, déclare que les évêques qui pensent avoir un « don spécial du Saint-Esprit pour juger la doctrine de la foi du Saint-Père » sont sur la voie de « l’hérésie » et du « schisme ». Müller dénonce de son côté un « néo-papalisme » appelant à se soumettre à tout ce qui vient de François, comme si cela lui était donné comme une « information directe » par le « Saint-Esprit ».

### Bénédiction des couples de même sexe
Dans une interview donnée en juillet 2023 au site InfoVaticana (en), Fernández se dit ouvert à la bénédiction de couples homosexuels, à condition d'éviter « les rituels ou les bénédictions qui pourraient alimenter une confusion » avec le mariage d'un homme et d'une femme. Il affirme le même mois dans une interview à l'hebdomadaire The Catholic Herald que « la doctrine de l'Évangile ne change pas, mais [que sa] compréhension change, et change beaucoup ».
Fin décembre 2023, il signe la déclaration Fiducia Supplicans approuvée par le pape, permettant de bénir les couples en situation irrégulière, dont les couples de même sexe. Ce texte suscite des réactions contrastées au sein de l’Église catholique, allant du soutien au rejet, notamment chez les évêques africains,, provoquant une « crise profonde dans l'Eglise » selon La Croix.

### Diaconat féminin
Sur la question du diaconat féminin, soulevée lors du Synode sur la synodalité, Víctor Manuel Fernández affirme en octobre 2024 qu'« il n’y a rien dans la nature des femmes qui les empêche d’avoir des positions très importantes dans la direction des Églises ». Cependant l'ordination diaconale de femmes, à propos de laquelle il rappelle la position réservée du pape François pour qui la réflexion n'est pas assez mûre, ne lui semble « pas la réponse la plus importante pour promouvoir les femmes aujourd’hui »,.

## Polémiques

### Gestion controversée d'abus sexuels en Argentine
Le 1er juillet 2023, un journal argentin d'extrême-gauche, La Izquierda Diario (en), qualifie Fernández de « dissimulateur de pédophiles » et affirme qu'il aurait clairement joué un rôle de dissimulation pour 11 cas d'abus par des prêtres,.
Le 5 juillet 2023, le National Catholic Reporter relaie le communiqué du site BishopAccountability, une base de données en ligne nord-américaine qui documente depuis 2003 les abus sexuels de la part de membres du clergé. L'association dénonce la gestion en 2019 par Víctor Manuel Fernández des plaintes contre un prêtre de l'archidiocèse de La Plata accusé en 2008 d'abus sexuels sur de jeunes garçons. Il aurait fermement soutenu le prêtre et refusé de croire les victimes. Le prêtre s'était donné la mort en 2019 quelques heures après qu'un juge avait émis un mandat d'arrêt à son encontre, selon l'association qui juge « troublante et déconcertante » la nomination par le pape François de Fernández.

### Polémiques sur deux ouvrages anciens
Son livre de 1995 Guéris-moi avec ta bouche : l’art d’embrasser refait surface en septembre 2023 lors de sa nomination à la tête du Dicastère pour la doctrine de la foi : il fait l’objet de critiques en raison de ses connotations érotiques,,.
Dans le contexte de la publication de Fiducia supplicans, c'est un autre livre de 1999, Passion mystique : spiritualité et sensualité, qui fait également polémique en janvier 2024. Son contenu est révélé sur différents blogs conservateurs et traditionalistes. Fernández y évoque des figures de saintes dont il souligne le caractère sexuel de leurs expériences mystiques. Dans l'un des chapitres, l'auteur imagine une scène sensuelle entre Jésus et une adolescente de 16 ans. Dans un autre, il « décrit, avec force détails, les caractéristiques de l’orgasme féminin et masculin, s’appuyant notamment sur la description des organes génitaux de l’homme et de la femme, et mettant en lien le plaisir sexuel avec cet « orgasme mystique », qu’il a décrit auparavant. »,,,.

### Changement de sexe
Lors d'une conférence sur la déclaration Dignitas infinita donnée à l'université de Cologne le 17 février 2025, publiée le 3 mars par L'Osservatore Romano et reprise sur le site du Vatican, Víctor Manuel Fernández se prononce contre la chirurgie de réassignation de genre, en prenant cependant en compte des « cas hors norme, comme une forte dysphorie qui peut conduire à une existence insupportable ou même au suicide. Ces situations exceptionnelles doivent être évaluées avec beaucoup de soin ». Cette position est critiquée par certains observateurs qui la jugent ambiguë, voire en contradiction avec la déclaration Dignitas infinita et la doctrine catholique. Se faisant l'écho de ces critiques, le National Catholic Register transmet à Fernández une demande de clarification sur ce point les 2 et 10 avril.

## Succession apostolique
Víctor Manuel Fernández a ordonné les évêques suivants :
- Évêque Jorge Esteban González (de) (2020)
- Évêque Federico Wechsung (es) (2023)
- Évêque David Arthur Waller (en) (2024)
- Archevêque Philippe Curbelié (2024)
- Archevêque John Joseph Kennedy (en) (2024)

## Publications
Víctor Manuel Fernández est l'auteur de plus de 300 publications, dont en 2014 Ce que nous dit François, un livre d'entretien avec le journaliste Paolo Rodari, ouvrage qui a un impact important dans les milieux catholiques européens. Le dialogue entre la théologie et la culture contemporaine constituent le fil conducteur de ses publications, avec une importance accordée aux questions sociales.
- (es) Víctor Manuel Fernández, Los cinco minutos del Espíritu Santo : Un camino espiritual de vida y de paz, Editorial Claretiana, 2021 (ISBN 978-987-762-075-7).
- Víctor Manuel Fernández, Se libérer de la tristesse et des idées noires, Salvator, 2020 (ISBN 978-2-7067-1964-6).
- Víctor Manuel Fernández, Se libérer des attachements et des obsessions, Salvator, 2019 (ISBN 978-2-7067-1878-6).
- Víctor Manuel Fernández, Se libérer des difficultés familiales, Salvator, 2019 (ISBN 978-2-7067-1876-2).
- Victor Manuel Fernandez, « Rencontre », dans Collectif, Pape François : Lexique, Paris, Cerf, coll. « Spiritualité », 2018 (ISBN 9782204127394), p. 377 et ss.
- Víctor Manuel Fernández, Chapitre VIII de « Amoris laetitia » : Le bilan après la tourmente, Parole et Silence, 2018 (ISBN 978-2-88918-589-4).
- (en) Victor Manuel Fernández et Paolo Rodari, The Francis Project : Where He Wants to Take the Church, Paulist Press, 2016 (ISBN 978-1-58768-575-0).
- (pt-BR) Victor Manuel Fernández, Para curar a angústia causada pelos outros, Paulus, 2014 (ISBN 978-85-349-3577-7).
- Victor Manuel Fernandez et Paolo Rodari, Ce que nous dit François, éditions de l'Atelier, 2014 (ISBN 978-2-7082-4271-5).
- (es) Victor Manuel Fernández, Cuando amar duele, Dabar, 2000, 94 p. (ISBN 978-9706520548).
- (es) Víctor Manuel Fernández, La pasión mística: espiritualidad y sensualidad, Mexico, Dabar, coll. « Espiritualidad », 1998, 94 p. (ISBN 978-9706520524).
- (es) Víctor Manuel Fernández, Sáname con tu boca: El arte de besar, Buenos Aires, Lumen, coll. « Vida feliz », 1995 (ISBN 978-950-724-510-7, lire en ligne).